# Angie Bainbridge
Pour les articles homonymes, voir Bainbridge.
Angie Lee Bainbridge, OAM, née le 16 octobre 1989 à Newcastle (Nouvelle-Galles du Sud), est une nageuse australienne.

## Palmarès
| Année | Compétition                           | Lieu       | Épreuve              | Résultat |
| ----- | ------------------------------------- | ---------- | -------------------- | -------- |
| 2008  | Championnats du monde en petit bassin | Manchester | 4 × 100 m nage libre | 2e       |
| 2008  | Championnats du monde en petit bassin | Manchester | 4 × 100 m 4 nages    | 2e       |
| 2008  | Championnats du monde en petit bassin | Manchester | 4 × 200 m nage libre | 3e       |
| 2008  | Jeux olympiques                       | Pékin      | 4 × 200 m nage libre | 1re      |
| 2011  | Championnats du monde en grand bassin | Shanghai   | 4 × 200 m nage libre | 2e       |
| 2012  | Jeux olympiques                       | Pékin      | 4 × 200 m nage libre | 1re      |